# 로커스
로커스(Locus)는 1968년에 미국에서 창간된 사이언스 픽션 전문 월간지이다.
SF 소설이나 잡지의 리뷰나 뉴스를 게재하는 노포 SF정보지로, 독자 투표에 의한 로커스상을 선출하는 것으로도 유명하다.
출판사는 캘리포니아주 오클랜드에 있으며, 초대 편집 주임은 찰스 N. 브라운이다.
일본에서의 에이전트는 당초 시바노 히로시미였으며 이후에는 오가와 타카시가 근무했다.